# St. Lambertus (Kalkum)

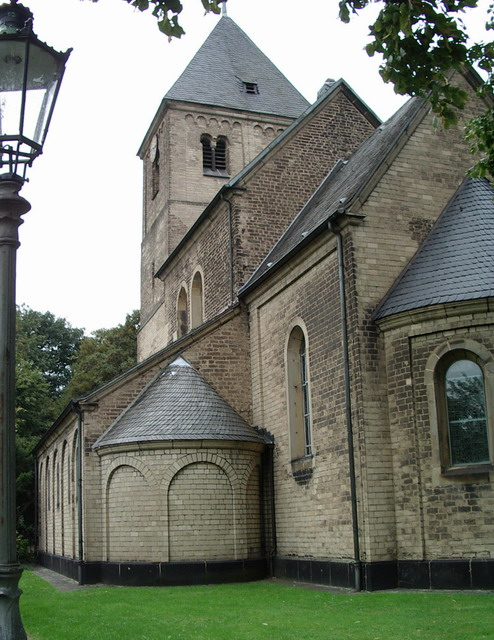
St.-Lambertus-Kirche

Die katholische Pfarrkirche St. Lambertus im Düsseldorfer Stadtteil Kalkum bildet das Zentrum des alten Ortskernes und geht auf das 11. Jahrhundert zurück. Die gleichnamige Pfarrei gehört zur Kath. Pfarreien-Gemeinschaft Angerland/Kaiserswerth.

## Geschichte
Erste Berichte über Kalkum sind aus dem 9. Jahrhundert überliefert. Es wird als Königshof charakterisiert, der aus dem Haupthof, einer Kirche und einer Wassermühle bestand. Der Königshof samt Bewohnern und dazugehörigen Gebäuden befand sich seit etwa 890 gemäß einer Übertragung durch Arnulf von Kärnten im Besitz des Stiftes Gandersheim, welches über Jahrhunderte das Patronatsrecht über Pfarre und Kirche in Kalkum ausübte. Die ältesten Bauteile der heutigen Kirche St. Lambertus gehen auf das 11. Jahrhundert zurück, wesentliche Bauten erfolgten im 12. und 13. Jahrhundert. Der Hauptaltar wurde 1236 gestiftet, was eine Vollendung in diesem Jahr nahelegt. Ab 1597 bis zur Säkularisation im Jahr 1804 gehörte St. Lambertus dann zum Stift Kaiserswerth. Eine erste Restaurierung erfolgte in den Jahren 1762 bis 1768, wobei die vorhandene Eingangshalle durch eine neue im barocken Stil errichtet wurde, ohne Rücksicht auf das Gesamtbild der Kirche. Umfassend saniert wurde die Kirche in den 1890er Jahren und 1983 gemäß der Liturgiereform des Zweiten Vatikanischen Konzils. Die barocke Vorhalle wurde durch eine neue im neoromanischen Stil ersetzt. Durch Verlängerung des nördlichen Hauptschiffes wurde der Platz für eine Sakristei gewonnen. Bis dahin waren die beiden Apsiden der Seitenschiffe zu diesem Zweck genutzt worden.

## Architektur
Die Kirche ist, wie in fränkischer Zeit üblich, auf einer Anhöhe errichtet. St. Lambertus ist eine dreischiffige romanische Basilika mit im Verhältnis zu den Hauptschiffen recht breiten Seitenschiffen. Von Osten nach Westen ergibt sich eine Stufung von der Mittelapsis über den Chorraum, das weiter erhöhte Mittelschiff hin zum Turm im Westen. Der Turm hat einen rechteckigen Querschnitt und ist in das Mittelschiff einbezogen, seine Breite nimmt die vollständige Breite des Mittelschiffs ein. Die Decke ist ein Kreuzgewölbe mit eineinhalb Jochen im Mittelschiff noch vor dem Chorgeviert. Jede Seite des Mittelschiffs hat zwei Obergardenfenster. Die Seitenschiffe haben ebenfalls ein Kreuzgewölbe und je fünf Rundfenster.

## Ausstattung
Der Taufstein der Kirche wird um das Jahr 1200 datiert. Es gibt eine Madonna aus dem 15./16. Jahrhundert sowie ein Gnadenbild der Mutter Gottes von Kevelaer von 1647. Es existieren zwei Epitaphien, eines für einen Johann von Winkelhausen aus dem Geschlecht derer von Winkelhausen aus dem Jahr 1609, eines für Johann von und zu Ossenbroich aus dem Jahr 1615. Die Fenster wurden von dem Glasmaler Ernst Otto Köpke im 20. Jahrhundert gestaltet.

## Orgel
Die Orgel wurde 1970 von der Orgelbaufirma E.F. Walcker & Cie. erbaut und 1994 durch den Orgelbauer Willi Peter (Köln) erweitert. Das Schleifladen-Instrument hat 16 Register auf zwei Manualen und Pedal. Die Spiel- und Registertrakturen sind mechanisch.
| I Rückpositiv C–g3 |                 |    |
| 1.                 | Prinzipal       | 8′ |
| 2.                 | Gedeckt         | 8′ |
| 3.                 | Oktavflöte      | 4′ |
| 4.                 | Schweizerpfeife | 2′ |
| 5.                 | Mixtur IV       |    |
| 6.                 | Schalmei        | 8′ |

| II Hauptwerk C–g3 |                  |       |
| 7.                | Rohrflöte        | 8′    |
| 8.                | Gemshorn         | 4'    |
| 9.                | Prinzipal        | 2′    |
| 10.               | Quinte           | 1 ⁄3′ |
| 11.               | Sesquialter I-II |       |
| 12.               | Krummhorn        | 8′    |
| 13.               | Trompete         | 8′    |
|                   | Tremulant        |       |

| Pedal C–f1 |            |     |
| 14.        | Subbass    | 16′ |
| 15.        | Offenbass  | 8′  |
| 16.        | Choralbass | 4′  |

- Koppeln: I/II, I/P, II/P